# Panografija
Panografíja je tehnika fotografiranja z uporabo računalnika, ki uporablja programska orodja z matematičnimi algoritmi za prikaz različnih vrst kartografskih projekcij. Fotografija je pri tej tehniki vzorec prostora, zato lahko govorimo o fotovzorčenju.

## Zgodovina
Odkar se je človek zavedel svojega okolja, si je izbiral razgledne točke, od koder se mu je odpiral pogled na bližnjo in daljno okolico. Z razvojem risarskih tehnik so se pojavile risbe - kroki, ki so prenesle podobo kraja na papir. Pojavile so se risane panorame (Pogled z Golovca (Ljubljana) 1855 - avtor: Friedrich Simony).

### Ciklorama
S pojavom fotografije se je takoj uveljavila tudi tehnika 360° panoram - cikloram. Zanimivost cikloram je, da so za prikaz gradili velike krožne dvorane, kjer so si lahko obiskovalci ogledali velikansko 360° panoramo (cikloramo).

### Panoramske fotografije
Preprostejša tehnika, ki je bila uveljavljena do leta 1995 (1996) so bile panoramske fotografije izezane iz fotografij dobljenih s širokokotnimi objektivi ali pa slikane s specialnimi fotoaparati kot so Noblex ali Horizon, itd. Princip: fotoaparat stoji na stojalu in po sproženju se objektiv obrne za določen kot (120°, 180°...), istočasno drsi tudi film v ohišju in nanj prehaja svetlobna informacija.

### Uvedba računalnikov
Razvoj zmogljivosti računalnikov in cenovna dostopnost tudi za široko uporabo, je pripomogla tudi k pojavu naslednje generacije panoram - VRP (Virtual Reality Panoramas, Panorame navidezene resničnosti)- konkretno QTVR (Quick Time Virtual Reality Panoramas), ki temeljijo na poznavanju jezika VRML (Virtual Reality Model Language, programski jezik za modeliranje v navidezni resničnosti).

### Uporaba
Tovrstna tehnika je hitro našla svoj dom v arhitekturi, pri GIS (Geografskih Informacijskih Sitemih), geografiji na splošno, turizmu, prodaji nepremičnin ...  
- Matematični algoritmi in različne vrste projekcij, ki so implementirane v programska orodja - npr. QTVR Authoring Studio (MAC) so omogočila razdelitev panoram na dva različna načina prikaza, ki zahtevata tudi različen postopek foto-vzorčenja.

### Prostorska slika
Dobljeni rezultat ni bil več samo panorama v osnovnem pomenu (valjni pogled) ampak tudi upodobitev prostora v vseh smereh - zato se je v slovensko terminologijo predlagal izraz prostorska slika, ki nadomešča angleški izraz Virtual Reality Panorama.  

### Vrste prostorskih slik

#### Valjna prostorska slika
360° stopinjska slika, ki se pridobi pri foto-vzorčenju iz 12 do 48 fotografij, ter obdelana s pomočjo VRML (programskega jezika za prostorsko modeliranje) tehnike. Rezultat je valjni vpogled v prostor, ter tako dobljen približek navidezne resničnosti. Valjni pogled zavzema vertikalno do 90°-ski pogled, kjer se uporabijo visokokvalitetni širokokotni objektivni od 14 mm - 50 mm ali več. Foto-vzorci so pridobljeni iz optičnega prebranja dia-filmov (starejša tehnika) ali iz digitalnih po zaslonki koreliranih fotografij (vsaka fotografija v nizu vzorčenja ima enako globino, čas osvetlitve in odprto zaslonko).

#### Krogelna ali sferična prostorska slika
Sferičen pogled zavzema vertikalno poln 360x180°-ski pogled (vrtenje v krogli v vse smeri), ki se pridobi pri foto-vzorčenju in je računalniško obdelan s pomočjo VRML. Uporabi se visokokvalitetni objektiv 'fisheye' z gorišnico 15 mm ali 8 mm ali foto-vzorčenje v več vrstah. Rezultat je krogelni vpogled v prostor ter tako dobljen približek navidezne resničnosti. Foto-vzorci so pridobljeni iz optičnega prebranja dia-filmov (starejša tehnika) ali iz digitalnih po zaslonki koreliranih fotografij.

### Preprosto izdelovanje panoram
Preprosto izdelovanje panoram je danes možno tudi že z vgrajeno funkcijo v marsikaterem fotoaparatu, vendar gre le za prekrivanje fotografij. Tak rezultat je uporaben le za klasični fotografski prikaz in ne za prostorske prikaze v obliki prostorskih slik.

### Razlika med valjno (sferično) panoramo in 'navadno' panoramo
- Valjna panorama se izdela iz istega niza fotografij kot 'navadna panorama', razlika je le v tem, da se pri valjni (in sferični) panorami vsaka fotografija pred sestavo pretvori v matematično predelano perspektivo, ki jo potem programsko orodje pretvori v osnovo za prostorsko sliko.

### Trendi
- Relativna zahtevnost izdelave prostorske slike je pripeljala tudi do 'instant' rešitev, ki pa že v osnovi dajejo nekvalitetno in neostro sliko. Različna podjetja so že izdelala preproste zrcalne adaptorje, ki se preprosto pritrdijo na objektiv. Objektiv fotoaparata se obrne v vodoravno lego in z enim klikom dobimo panoramo v zornem kotu 360° okoli centralne točke. Dobljeni rezultat da približno predstavo o prostoru in je zaradi cenenosti primeren tam kjer je potrebno v kratkem času vzorčiti veliko lokacij in kvaliteta ni tako pomembna.
- Druga smernica je izdelava visoko ločljivostnih prostorskih slik, ki so primerne za širokopasovne povezave, se razširijo čez celoten zaslon in podajo občutek, kot da je opazovalec resnično tam - v realni lokaciji.

### Zgledi spletnih strani z uporabo panografije
- Izdelava panoramskih posnetkov
- 360 dni Arhivirano 2005-02-05 na Wayback Machine.
- Panorame mest
- Slovenija v prostorskih slikah
- Navidezni vodniki Arhivirano 2005-01-24 na Wayback Machine.
- Havaji
- Panorama Photography
- Slovenija, M. Sobota, dogodki v prostorski sliki Arhivirano 2010-07-18 na Wayback Machine.